# 2591 Dworetsky
2591 Dworetsky este un asteroid din centura principală, descoperit pe 2 august 1949 de Karl Reinmuth.